# Panasonic
Panasonic (パナソニック株式会社 Panasonikku Kabushiki-kaisha), prije poznata kao Matsushita Electric Industrial Co., Ltd.(松下電器産業株式会社 Matsushita Denki Sangyō Kabushiki-gaisha), naziv je japanske multinacionalne tvrtke čiji su glavni proizvodi elektronička roba široke potrošnje. Tvrtka je osnovana 1918. godine a sjedište tvrtke nalazi se u japanskom gradu Osaka.
Dok se Panasonic više bavi uređajima za (re)produkciju video sadržaja, Panasonic je osnovao i svoju podružnicu za proizvodnju audio uređaja pod nazivom Technics.